# Mitchell Kilduff
Mitchell Kilduff (nascido em 29 de fevereiro de 1996) é um nadador paralímpico australiano.
É atleta da categoria S14 e já estabeleceu recordes mundiais em várias provas. Foi selecionado para representar a Austrália nos Jogos Paralímpicos de Verão de 2012 em Londres; na ocasião, encerrou a participação sem conquistar medalhas.